# بوتون (تشيشير)
بوتون (بالإنجليزية: Boughton, Cheshire)‏ هي قرية تقع في المملكة المتحدة في شمال غرب إنجلترا.